# Mapa mudo

Planisferio mudo, con los océanos en azul.

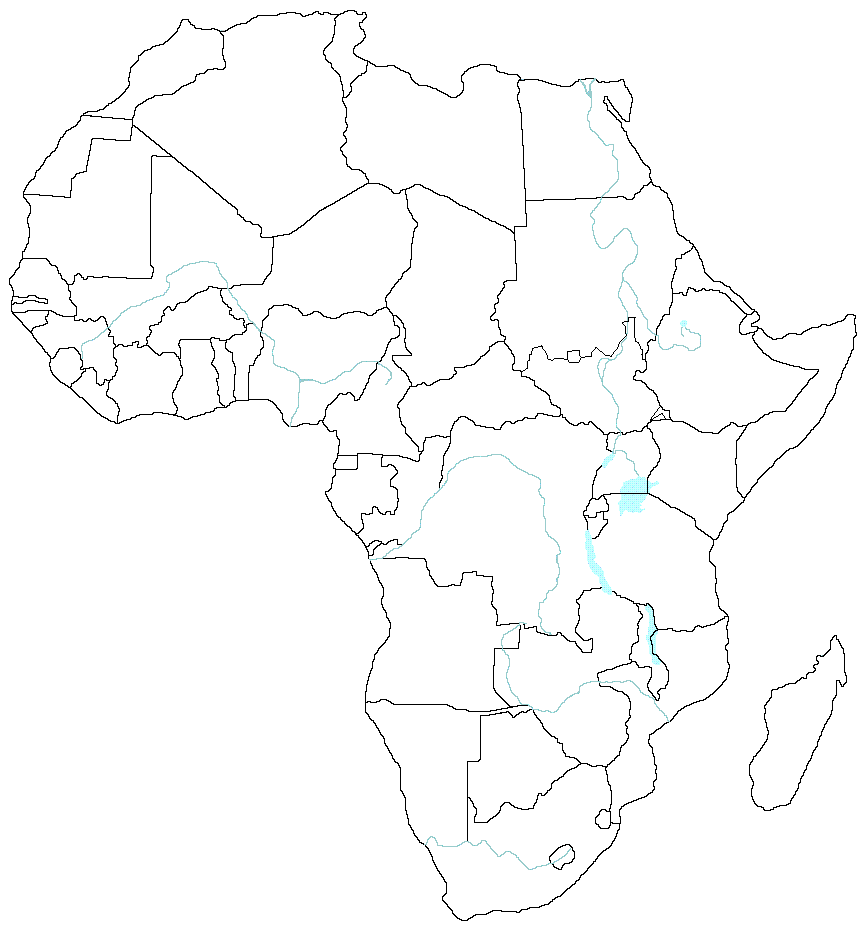
Mapa mudo de África política, con los principales ríos y lagos.

Un mapa mudo es aquel mapa (habitualmente físico o político) que no tiene escritos los nombres de lugares o de accidentes geográficos, y sirve para la enseñanza de la geografía.
También llamados mapas en blanco y negro, estos modelos resultan más didácticos y educativos para los niños, ya que son el instrumento perfecto para el aprendizaje de la geografía.

## Formatos
Los mapamundis mudos pueden encontrarse de diferentes formatos:
- Con divisiones: Es para ubicar los nombres de los países correctamente e identificar su ubicación geográfica en el mapa.
- Sin divisiones: Obliga a trazar las líneas divisorias de los países y posteriormente identificarlos.

Cuando el mapa del mundo mudo incluye divisiones es posible encontrarlo con diferentes colores para marcar las diferencias entre los países, mientras que los mapamundi mudo sin divisiones nunca incluirán colores. 